# Evelin Stone
Evelin Stone (Fort Lauderdale, Florida; 10 de septiembre de 1993) es una actriz pornográfica y modelo erótica estadounidense.

## Biografía
Nació en septiembre de 1993 en el estado de Florida, en una familia con ascendencia nativoamericana. No se tienen muchos datos de su biografía anterior a 2017, momento en que a sus 24 años debutó como actriz pornográfica.
Ha grabado para productoras como Mofos, Vixen, Blacked, Net Video Girls, Reality Kings, Bangbros, Vixen, Brazzers, Jules Jordan Video, Naughty America o Evil Angel, entre otras.
En 2017 grabó su primera escena de sexo interracial, como también Audrey Royal, Chloe Scott y Jynx Maze, en la película My First Interracial 10, dirigida por Greg Lansky para Blacked.
Ha aparecido en más de 240 películas como actriz.
Algunas películas suyas son BangBros 18 21, Call Girl Blowjobs, Cosplay Cuties, Girls Gone Pink, Moms Bang Teens 25, Newbies Get Nailed, Share My Boyfriend 6, Slut Auditions 4 o Swallowed 13.

## Premios y nominaciones
| Año  | Ceremonia         | Resultado | Premio                             | Trabajo |
| ---- | ----------------- | --------- | ---------------------------------- | ------- |
| 2018 | Spank Bank Awards | Nominada  | Prettiest Girl In Porn             | —       |
| 2018 | Spank Bank Awards | Nominada  | Tattooed Temptress of the Year     | —       |
| 2019 | Premios AVN       | Nominada  | Premio fan: Debutante más caliente | —       |
| 2019 | Spank Bank Awards | Nominada  | Baroness of Licking Lady Ass       | —       |
| 2019 | Spank Bank Awards | Nominada  | Countess of Contortionism          | —       |
| 2019 | Spank Bank Awards | Nominada  | Exotic Femme Fatale of the Year    | —       |